# Історизм (мистецтво)
Історизм — сукупність стилів і напрямів в мистецтві XIX століття, ознакою яких є звернення до мистецької спадщини минулих епох, уподібнення, використання та переосмислення їх в сучасному контексті.
До історичних або ретроспективних стилів в архітектурі відносять, зокрема, неоготику, романтичний історизм, неогрек, неоренесанс, необароко, неорококо, неороманський , неовізантійський та «псевдоруський стиль».
При цьому виділяють кілька етапів розвитку історизму. Перший з них (30–40 роки XIX століття) загалом є спорідненим з романтизмом, заслугою якого, власне, і є усвідомлення історичного характеру розвитку мистецтва. Другий (з 50–60 років XIX сторіччя) збігається з пануванням академізму, який визнав стилі минулих епох «зразковим» для сучасності. Саме тому історизм некоректно вважати окремим напрямом, і тим більше окремою добою в історії мистецтва — подібним до бароко, класицизму, романтизму чи модерну.